# La imposibilidad física de la muerte en la mente de algo vivo

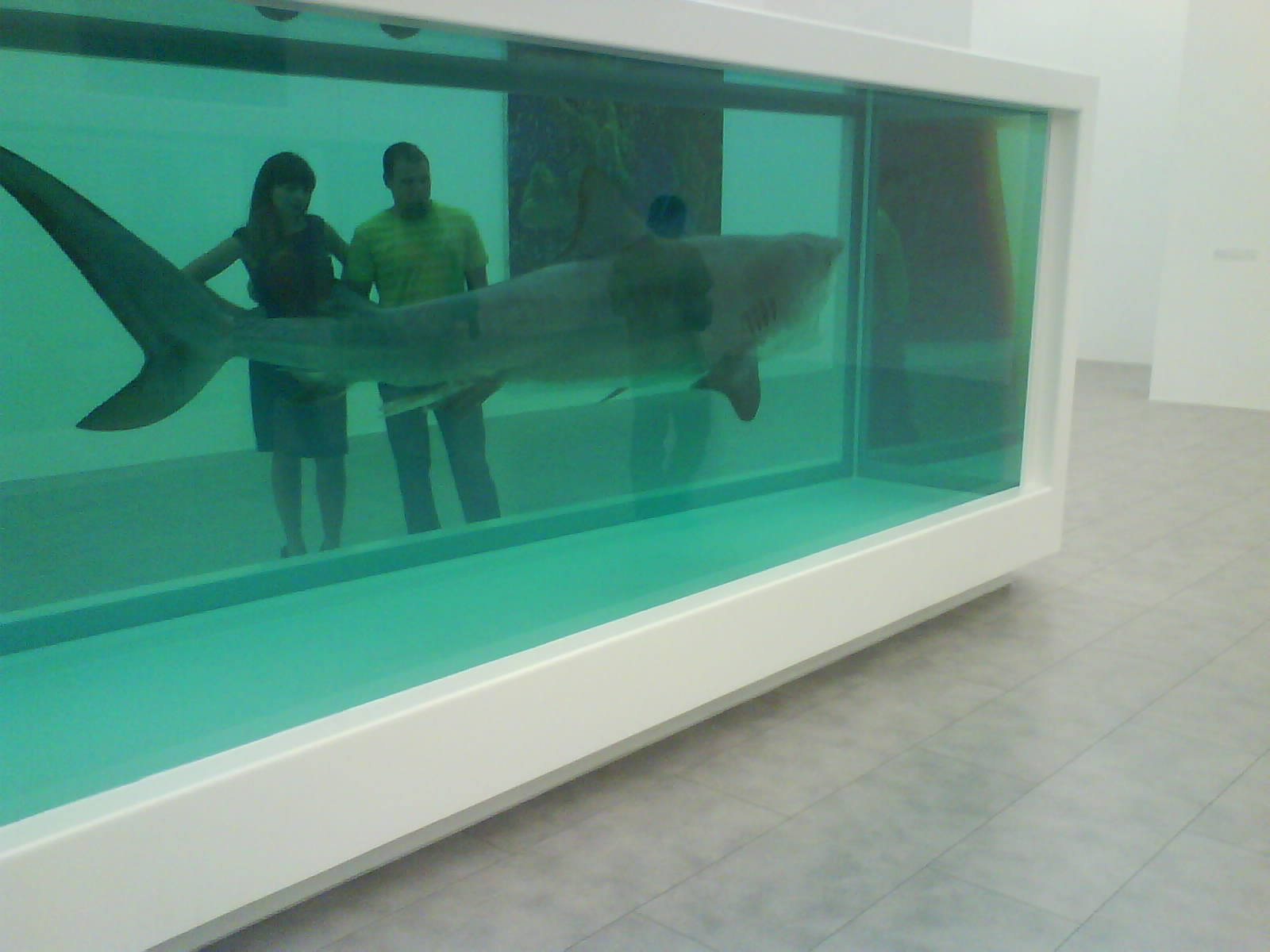
Exhibición de la obra en Kiev

La imposibilidad física de la muerte en la mente de algo vivo es una escultura del artista inglés Damien Hirst, hecha en 1991. Consiste en un tiburón tigre suspendido en un estanque transparente con solución de aldehído fórmico al 5 %. Tuvo un precio de 9,5 millones de euros, pagados por el millonario estadounidense Steve Cohen.